# Anna Calvera Sagué
Anna Calvera Sagué (Barcelona, 1954-4 de febrero de 2018) fue una pensadora e investigadora española especializada en el campo del diseño gráfico. Por su labor y su dedicación se ha convertido en referente de la teoría y la historia del diseño.

## Trayectoria
Calvera se formó en diseño gráfico estudiando en el centro Elisava y en la Escuela de la Lonja, donde se graduó en 1975. Posteriormente, se doctoró en Filosofía en la Universidad de Barcelona (UB) en 1992 con la tesis titulada "La formació del pensament de William Morris" y amplió sus estudios en la Universidad de Bolonia en Italia. Inicialmente trabajó como diseñadora gráfica en los ámbitos de la identidad corporativa, el diseño editorial o el interiorismo, pero pronto se interesó por la investigación histórica y teórica y se dedicó a la investigación y la docencia.
Ejerció como profesora de Historia y Teoría del Diseño y de Estética en la Universidad de Barcelona, pero su carrera docente también estuvo ligada a otras universidades y escuelas de diseño, tanto en Barcelona, en lugar es como Elisava, la Escuela Massana, el Centro Universitario de Diseño y Arte de Barcelona (EINA) y la Escuela de la Lonja, como en centros de otros países de Europa como la Bauhaus-Universität Weimar, la École Nationale Supérieure des Arts Décoratifs (ENSAD) de París, la Fachhochschule Augsburg, la Université Lumière Lyon 2 y el Politecnico di Milano, de Latinoamérica, como la Universidad Autónoma Metropolitana de Ciudad de México, el Instituto Superior de Diseño (ISDI) de La Habana, o la Universidad de São Paulo, y de Osaka, en Japón.
Además de su currículum académico y de su labor docente e investigadora, destaca su trabajo institucional impulsando proyectos, organizando congresos y apoyando a diferentes entidades e iniciativas que han sido fundamentales para la profesión. De ese modo, formó parte del Fomento de las Artes y del Diseño (FAD) y de la Asociación de Diseñadores Profesionales de Barcelona (ADP), organización que presidió entre 2010 y 2012. Además, fue una de las fundadoras del Grupo de Investigación en Historia del Arte y el Diseño Contemporáneos (GRACMON) de la Universidad de Barcelona, y de la Fundación Historia del Diseño. También fue miembro de la Design History Society de Londres, de la Junta de la European Academy of Design (EAD) y también del Comité promotor de la International Conferences on Design History and Design Studies (ICDHS).
A lo largo de su carrera profesional, participó en congresos (Milán, 2000), colaboró en proyectos de investigación (Sheffield Hallam, 2006), comisarió exposiciones y coordinó varias investigaciones. Calvera consideraba el diseño como una forma de humanismo y al mismo tiempo dedicó sus esfuerzos a dotarlo del rigor científico que le hiciera equiparable a todas las demás disciplinas que se imparten en la universidad. En las conferencias que pronunció o en los artículos que publicó a lo largo de su carrera, expuso la importancia de la historia para entender el diseño gráfico y destacó el papel que juega como factor económico. Su fondo documental, formado por documentos producidos durante su actividad como diseñadora gráfica, docente e investigadora, se conserva en el Museo del Diseño de Barcelona.

## Obra
Calvera publicó un buen número de libros y artículos y es autora de obras consideradas de referencia obligada en el campo de las artes y el diseño, entre las cuales destacan:
- 1992 – La formació del pensament de William Morris. Ediciones Destino. ISBN 978-84-233-2148-3 (tesis doctoral).
- 2003 – Arte ? Diseño. Editorial Gustavo Gili. ISBN 978-84-252-1543-8.[10]
- 2007 – De lo bello de las cosas. Editorial Gustavo Gili. ISBN 978-84-252-2141-5.
- 2014 – La formació del Sistema Disseny Barcelona (1914-2014). Un camí de modernitat. Universidad de Barcelona. ISBN 978-84-475-3780-8.[11] (investigación colectiva de Gracmon, coordinada por Anna Calvera).
- 2014 – Graphic design: from trade to prefession (1940-1980). Con Pilar Vélez Vicente. Ayuntamiento de Barcelona. ISBN 978-84-985-0620-4.[12]  (catálogo de la exposición que comisarió)[6]
- 2017 – Crits a la paret i poemes visuals. Josep Pla-Narbona. Cartells 1947-2004. Con Pilar Vélez Vicente. Ayuntamiento de Barcelona. ISBN 978-84-985-0991-5.[13]